# Sławomir Łotysz
Sławomir Łotysz (ur. 11 marca 1970 w Zielonej Górze) – polski historyk techniki, doktor habilitowany nauk humanistycznych, nauczyciel akademicki, w latach 2013−2017 Sekretarz Generalny, a w 2017−2021 Przewodniczący Międzynarodowego Komitetu Historii Techniki ICOHTEC.

## Życiorys
Absolwent Politechniki Poznańskiej. W 1996 uzyskał dyplom inżyniera architekta. W 2004 uzyskał stopień naukowy doktora na podstawie pracy Kolej pneumatyczna w myśli wynalazczej XIX wieku w Europie i Stanach Zjednoczonych. W 2013 uzyskał habilitację na podstawie rozprawy Wynalazczość polska w Stanach Zjednoczonych Ameryki. 
W latach 1998−2014 był pracownikiem naukowo-dydaktycznym Uniwersytetu Zielonogórskiego. Wykładał również w Państwowej Wyższej Szkole Zawodowej w Sulechowie, Collegium Polonicum w Słubicach, oraz Państwowej Wyższej Szkole Zawodowej im. Prezydenta Stanisława Wojciechowskiego w Kaliszu. Od 2014 jest pracownikiem naukowym Instytutu Historii Nauki im. Ludwika i Aleksandra Birkenmajerów PAN w Warszawie.
Od 2002 jest związany z Międzynarodowym Komitetu Historii Techniki ICOHTEC, gdzie w latach 2008−2011 był członkiem Komitetu Wykonawczego, a później pełnił funkcje: Sekretarza Generalnego (2013−2017) i Przewodniczącego (2017−2021). Jest członkiem Society for the History of Technology SHOT, gdzie w kadencji 2022−2024 wszedł w skład Nominating Committee. Jest członkiem jest członkiem Komisji Historii Nauki Polskiej Akademii Umiejętności (2014). Należał do Polskiego Towarzystwa Historii Techniki (2009) i był jego wiceprzewodniczącym (2015), Komitetu Historii Nauki i Techniki PAN (w kadencji 2015−2018) i Polskiego Komitetu Ochrony Dziedzictwa Przemysłowego TICCIH (2015).
Autor 5 książek oraz przeszło 200 artykułów naukowych i popularnonaukowych.
Laureat Nagrody Historycznej im. Kazimierza Moczarskiego w 2023 r. za Pińskie Błota. Natura, wiedza i polityka na polskim Polesiu do 1945 roku. Za tę samą książkę otrzymał także Nagrodę Klio pierwszego stopnia w kategorii autorskiej.

## Publikacje

### Książki
- Pińskie Błota. Natura, wiedza i polityka na polskim Polesiu do 1945 roku. Kraków: Universitas, 2022. ISBN 978-83-242-3867-5, ISBN 978-83-242-6646-3.
- Fabryka z darów. Penicylina za żelazną kurtyną, 1945−1954. Warszawa: Aspra JR, 2020. ISBN 978-83-8209-008-6.
- Polscy wynalazcy. Bielsko-Biała: Wydawnictwo Dragon, 2018. ISBN 978-83-7887-768-4.
- Księga wynalazków. Bielsko-Biała: Wydawnictwo Dragon, 2014. ISBN 978-83-63559-46-5.
- Wynalazczość polska w Stanach Zjednoczonych. Warszawa: Oficyna Wydawnicza Aspra JR, 2013. ISBN 978-83-7545-444-4.

### Wybrane inne publikacje
- ‘Bajecznie egzotyczne Polesie’? Reportaż z krainy tęsknych pieśni Maksymiliana Emmera w perspektywie ekokrytycznej, „Kwartalnik Filmowy”, Vol. 118 (2022), s. 113–125.
- Knowledge as aid: Locals experts, international health organizations and building the first Czechoslovak penicillin factory, 1944–9, [w:] Jessica Reinisch, David Brydan (red.), „Europe’s Internationalists: Rethinking the History Internationalism", Londyn: Bloomsbury, 2021, ISBN 978-1-3501-0736-6, s. 140−157.
- A bargain or a ‘mousetrap’? Reused penicillin plant and the Yugoslavians quest for a healthier life in the early post-war era (1946–1950), W: Stefan Krebs, Heike Weber (red.), „The Persistence of Technology. Histories of Repair, Reuse and Disposal", Bielefeld: Transcript, 2021, ISBN 978-3-8376-4741-9, s. 187−205.
- Desert Mould: Witold Odrzywolski and His Work on Crude Penicillin in a Military Hospital in the Middle East in 1944, „Kwartalnik Historyczny” R. 127, nr 4 (2020), s. 77−103.
- Pomiędzy Lwą a Stwigą. Stanisław Kulczyński i jego projekt utworzenia poleskiego parku natury z 1932 roku, „Kwartalnik Historii Nauki i Techniki”, Vol. 65 No. 2 (2020), s. 29−48.
- Walka z hałasem ulicznym w międzywojennej Warszawie. Moda czy konieczność?, „Teksty Drugie,” nr 2 (2020), s. 324−344.
- Hot commodity: Designing, Making and Selling electric irons in post-war Poland, “ICON: Journal of the International Committee for the History of Technology” Vol. 24 (2018/2019), s. 150−184.
- Penicylina i protezy. Pomoc UNRRA w odbudowie polskiego przemysłu medycznego po II wojnie światowej, „Kultura Współczesna: Teoria, Interpretacje, Krytyka,” nr 3 (2018), s. 118−130.
- Transeuropejska droga wodna przez Polesie a kwestia jego osuszenia w II Rzeczpospolitej, „Kwartalnik Historii Nauki i Techniki”, Vol. 63 No. 1 (2018), s. 7−37.
- Nieznany obraz rzeczywistości okupacyjnej: Kwestia uprawy roślin kauczukodajnych we wspomnieniach więźniarek Auschwitz, rolników i dzieci. „Kultura Współczesna: Teoria, Interpretacje, Krytyka,” nr 2 (2017), s. 66−81.
- Reconstruction of War Damaged Buildings − A Problem that Still Stands. The Case of the National Economy Bank in Warsaw Restored During the Second World War. „Civil And Environmental Engineering Reports“. Vol. 23 Issue 4 (2016), s. 111−123.
- Sailors and syphilis on Europe’s waterways. International Health Organizations and the Rhine Commissions, c. 1900−1953. „Hygiea Internationalis“. Vol. 13 No. 1 (2016), s. 49−64.
- 89mm From Europe: Mediating Railway Mobility on Russia’s Western Peripheries, W: Simone Fari, Massimo Moraglio (red.). „Peripheral Flows. A Historical Perspective on Mobilities between Cores and Fringes“. Cambridge: Cambridge Scholars Publishing, 2016. ISBN 978-1-4438-9048-9. s. 100−126.
- Tailored to the Times: The Story of Casimir Zeglen’s Silk Bullet-Proof Vest. „Arms & Armour”, Vol. 11 No. 2 (2014), 164−186.
- A ‘Lasting Memorial’ to the UNRRA? Implementation of the Penicillin Plant Programme in Poland, 1946–1949. „ICON: Journal of the International Committee for the History of Technology“. Vol. 20 No. 2 (2014), s. 70−91.